# Tik Tak
Tik Tak is een Belgisch kinderprogramma dat uitgezonden werd van 1981 tot 2006 door de toenmalige BRT, nu VRT. Sinds 2019 worden er op Ketnet Junior en NPO Zappelin nieuwe afleveringen uitgezonden. Naast het journaal, het weerbericht en Panorama (alle drie uit 1953) is het een van de langstlopende onafgebroken uitgezonden televisieprogramma's van de openbare omroep.

## Geschiedenis
Het programma werd uitgedacht door Mil Lenssens, die op het programma-idee kwam toen hij enkele kinderen geboeid zag kijken naar de uitzending van een lottotrekking. De voorspelbare, repetitieve mix van kleuren, beweging en muzikale ritmes verwerkte hij samen met Clien De Vuyst in het programma.
Tussen 1981 en 1991 werden er 366 afleveringen opgenomen (goed voor 1 aflevering per dag, met 1 extra aflevering voor schrikkeljaren). Elke aflevering begint met schaapjes (en de occasionele hond of kat) die bij zonsondergang op een plateau ronddraaien met op de achtergrond een speeldoosje dat Slaap, kindje, slaap speelt en in het midden soms een mannetje en eindigt met een schaduwfiguur (Ann Ricour), die allerlei avonturen beleeft in vijf verschillende kleurboeken.
De eerste uitzending van het programma vond plaats op 1 november 1981 op de toenmalige BRT. Tot 2006 werd het uitgezonden op Ketnet, daarna verdween het van de buis.
In Nederland werd het programma ook uitgezonden door de TROS, Kindernet en de KRO.
In andere landen werd het programma ook gekocht, waaronder bijvoorbeeld Australië, Israël, Saoedi-Arabië, Verenigde Staten en Zuid-Afrika. Het is hiermee een van de grootste exportproducten die de Belgische televisie ooit heeft gekend.
In juli 2012 bracht het Duitse electroduo Digitalism het nummer Falling uit, waarvan de clip bestond uit fragmenten van Tik Tak.
Van eind 2018 tot en met eind 2020 werden alle 366 afleveringen van de oorspronkelijke serie integraal op YouTube geplaatst.
In 2019 werden 52 nieuwe afleveringen van Tik Tak op Ketnet Junior en NPO Zappelin uitgezonden.